# Steatocranus
Steatocranus – rodzaj słodkowodnych ryb okoniokształtnych z rodziny pielęgnicowatych (Cichlidae).

## Występowanie
Afryka Zachodnia i Środkowa – dorzecze dolnego Konga.

## Klasyfikacja
Gatunki zaliczane do tego rodzaju:
- Steatocranus bleheri Meyer, 1993
- Steatocranus casuarius Poll, 1939 – garbacz hełmiasty[3]
- Steatocranus gibbiceps Boulenger, 1899
- Steatocranus glaber Roberts & Stewart, 1976
- Steatocranus masalamasoso Ibala Zamba, Weiss, Mamonekene, Schliewen & Vreven, 2022
- Steatocranus mpozoensis Roberts & Stewart, 1976
- Steatocranus rouxi (Pellegrin, 1928)
- Steatocranus tinanti (Poll, 1939)
- Steatocranus ubanguiensis Roberts & Stewart, 1976

Gatunkiem typowym rodzaju jest Steatocranus gibbiceps.
Około 10 nowo odkrytych gatunków nie zostało jeszcze opisanych naukowo.

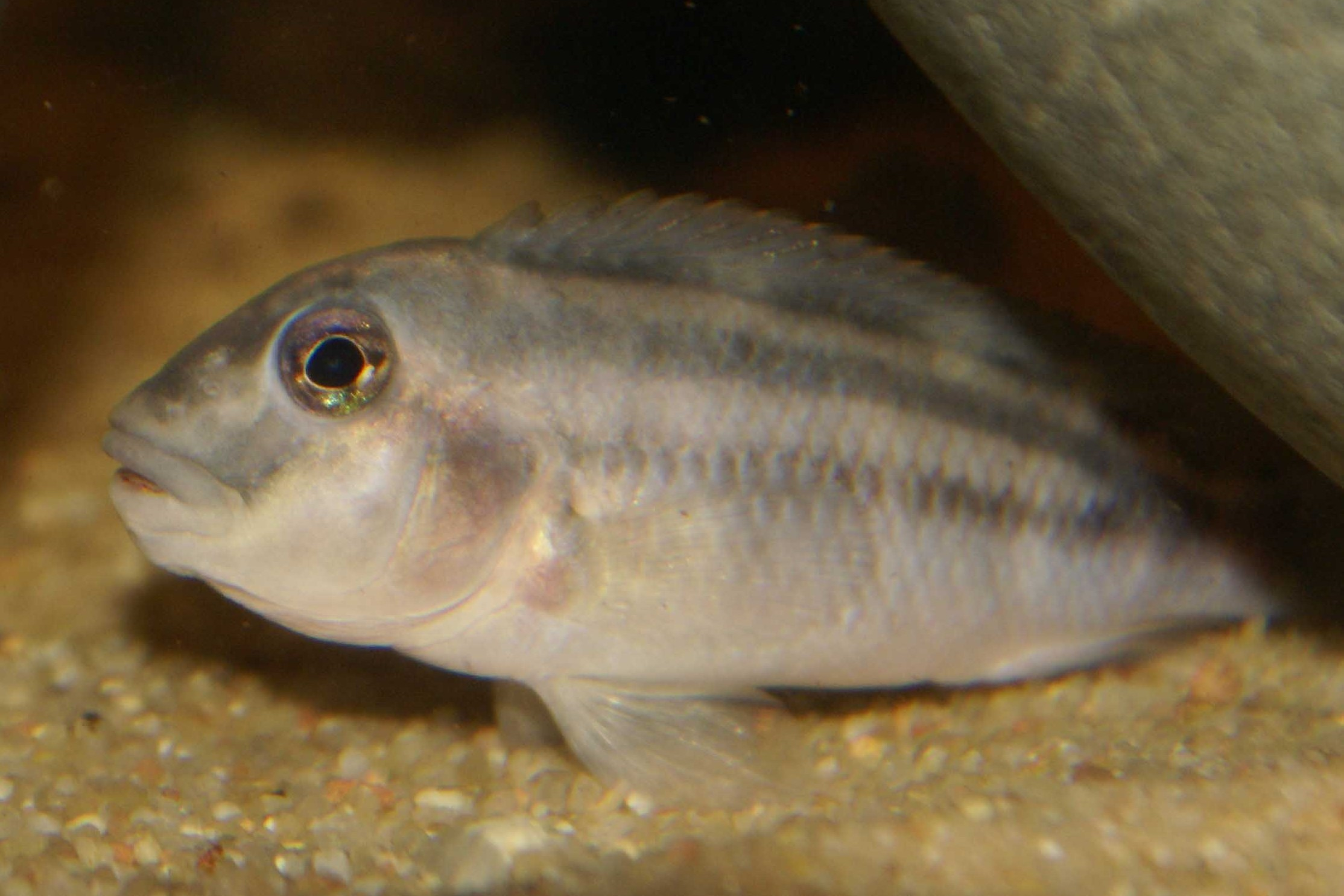
Steatocranus bleheri
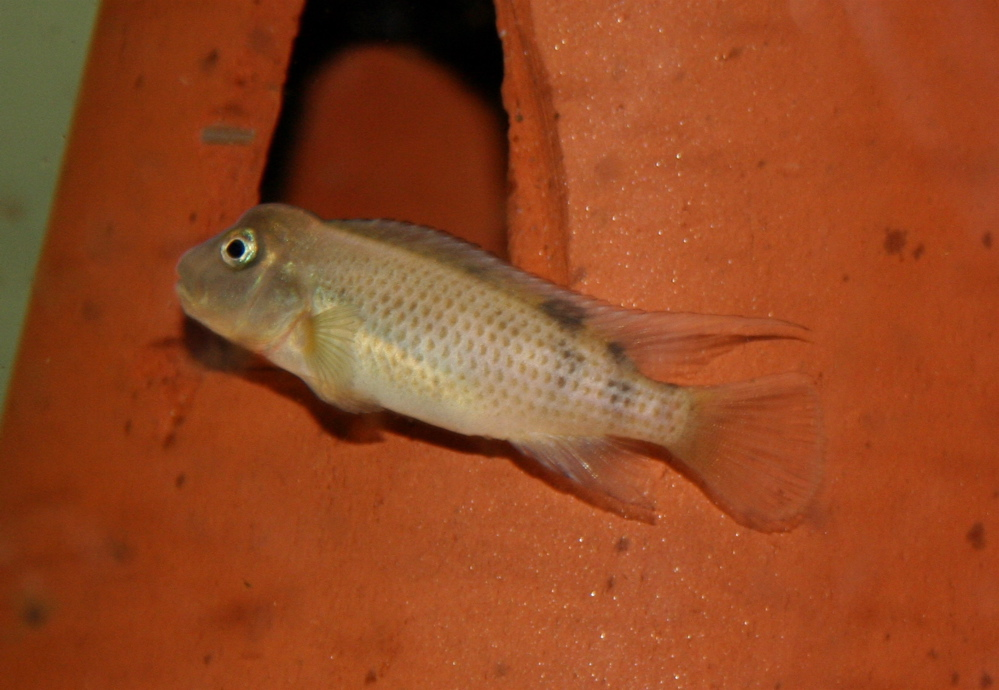
Steatocranus casuarius
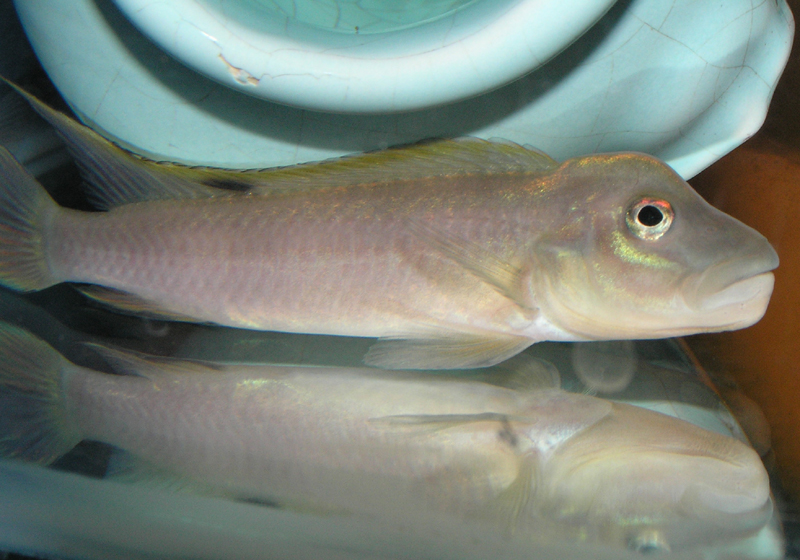
Steatocranus tinanti